# Macrozamia riedlei
Macrozamia riedlei — вид голонасінних рослин класу саговникоподібні (Cycadopsida).
Етимологія: вшанування Рідла (Riedle).

## Опис
Рослини без наземного стовбура або деревовиді (рідко), стовбур 0–0,3 м заввишки, 25–40 см діаметром. Листя 12–30 в кроні, від яскраво-зеленого до темно-зеленого кольору, від напівглянсового до високоглянсового, завдовжки 121–220 см, з 92–150 листових фрагментів; хребет не спірально закручений, прямий, жорсткий; черешок завдовжки 18–50 см, прямий. Листові фрагменти прості; середні — завдовжки 230–480 мм, шириною 7.5–11 мм. Пилкові шишки веретеновиді, 29–41 см завдовжки, 11–15 см діаметром. Насіннєві шишки яйцевиді, завдовжки 25–35 см, 14–18 см діаметром.

## Поширення, екологія
Країни поширення: Австралія (Західна Австралія). Цей вид зустрічається у вигляді підліска в евкаліптових лісів і рідколіссях, а також на землях з низьким вересковим чагарником.

## Загрози та охорона
Рослини зустрічаються в D'Entrecasteaux National Park.